# Campeonato Europeo de Atletismo en Pista Cubierta de 1974
El V Campeonato Europeo de Atletismo en Pista Cubierta se celebró en Gotemburgo (Suecia) entre el 9 y el 10 de marzo de 1974 bajo la organización de la Asociación Europea de Atletismo (AEA) y la Federación Sueca de Atletismo.
Las competiciones se llevaron a cabo en el Scandinavium de la ciudad sueca. Participaron 263 atletas de 25 federaciones nacionales afiliadas a la AEA.

## Resultados

### Masculino
| Evento                    | Oro                                       | Plata                                                        | Bronce                                             |
| ------------------------- | ----------------------------------------- | ------------------------------------------------------------ | -------------------------------------------------- |
| 60 m (09.03)              | Valeri Borzov Unión Soviética 6,58 s      | Manfred Kokot República Democrática Alemana 6,63 s           | Alexandr Korneliuk Unión Soviética 6,66 s          |
| 400 m (10.03)             | Alfons Brijdenbach · Bélgica · 46,60      | Andreas Scheibe República Democrática Alemana 46,80          | Günther Arnold República Democrática Alemana 46,94 |
| 800 m (10.03)             | Luciano Sušanj Yugoslavia 1:48,07         | András Zsinka · Hungría · 1:48,50                            | Jozef Plachý Checoslovaquia 1:49,49                |
| 1500 m (10.03)            | Henryk Szordykowski · Polonia · 3:41,78   | Thomas Wessinghage Alemania Occidental 3:42,04               | Włodzimierz Staszak · Polonia · 3:43,48            |
| 3000 m (10.03)            | Émile Puttemans · Bélgica · 7:48,48       | Paul Thijs · Bélgica · 7:51,76                               | Pavel Pěnkava Checoslovaquia 7:51,79               |
| 60 m vallas (10.03)       | Anatoli Moshiashvili Unión Soviética 7,66 | Mirosław Wodzyński · Polonia · 7,68                          | Frank Siebeck República Democrática Alemana 7,75   |
| Salto de altura (09.03)   | Kęstutis Šapka Unión Soviética 2,22 m     | István Major · Hungría · 2,20 m                              | Vladimír Malý Checoslovaquia 2,17 m                |
| Salto con pértiga (10.03) | Tadeusz Ślusarski · Polonia · 5,35        | Antti Kalliomäki · Finlandia · 5,30                          | Janis Lauris Unión Soviética 5,30                  |
| Salto de longitud (09.03) | Jean-François Bonheme Francia 8,17        | Hans Baumgartner Alemania Occidental 8,10                    | Max Klauss República Democrática Alemana 8,03      |
| Salto triple (10.03)      | Michał Joachimowski · Polonia · 17,03     | Mijaíl Bariban Unión Soviética 16,88                         | Bernard Lamitié Francia 16,56                      |
| Peso (10.03)              | Geoff Capes Reino Unido 20,95             | Heinz-Joachim Rothenburg República Democrática Alemana 20,87 | Jaroslav Brabec Checoslovaquia 19,87               |
| 4 x 2 vueltas (09.03)     | Suecia · 3:04,55                          | Francia 3:05,46                                              | —                                                  |

### Femenino
| Evento                    | Oro                                                     | Plata                                                 | Bronce                                                    |
| ------------------------- | ------------------------------------------------------- | ----------------------------------------------------- | --------------------------------------------------------- |
| 60 m (10.03)              | Renate Stecher República Democrática Alemana 7,16 s     | Andrea Lynch Reino Unido 7,17 s                       | Irena Szewińska · Polonia · 7,20 s                        |
| 400 m (10.03)             | Jelica Pavličić Yugoslavia 52,64                        | Nadezhda Ilyina Unión Soviética 52,81                 | Waltraud Dietsch República Democrática Alemana 52,84      |
| 800 m (10.03)             | Elżbieta Katolik · Polonia · 2:02,38                    | Gisela Ellenberger Alemania Occidental 2:02,54        | Gunhild Hoffmeister República Democrática Alemana 2:02,59 |
| 1500 m (10.03)            | Tonka Petrova Bulgaria 4:10,97                          | Karin Burneleit República Democrática Alemana 4:11,33 | Tamara Kazachkova Unión Soviética 4:14,45                 |
| 60 m vallas (09.03)       | Annerose Fiedler República Democrática Alemana 8,08     | Grażyna Rabsztyn · Polonia · 8,08                     | Meta Antenen · Suiza · 8,19                               |
| Salto de altura (10.03)   | Rosemarie Witschas República Democrática Alemana 1,90 m | Milada Karbanová Checoslovaquia 1,88 m                | Rita Kirst República Democrática Alemana 1,88 m           |
| Salto de longitud (10.03) | Meta Antenen · Suiza · 6,69                             | Angela Schmalfeld República Democrática Alemana 6,56  | Valeria Bufanu · Rumania · 6,39                           |
| Peso (09.03)              | Helena Fibingerová Checoslovaquia 20,75                 | Nadezhda Chizhova Unión Soviética 20,62               | Marianne Adam República Democrática Alemana 19,70         |
| 4 x 2 vueltas (10.03)     | Suecia · 3:38,15                                        | Bulgaria 3:29,21                                      | —                                                         |

## Medallero
| Núm. | País           | Oro | Plata | Bronce | Total |
| ---- | -------------- | --- | ----- | ------ | ----- |
| 1    | Polonia        | 4   | 2     | 2      | 8     |
| 2    | RDA            | 3   | 5     | 7      | 15    |
| 3    | URSS           | 3   | 3     | 3      | 9     |
| 4    | Bélgica        | 2   | 1     | 0      | 3     |
| 5    | Suecia         | 2   | 0     | 0      | 2     |
| 5    | Yugoslavia     | 2   | 0     | 0      | 2     |
| 7    | Checoslovaquia | 1   | 1     | 4      | 6     |
| 8    | Francia        | 1   | 1     | 1      | 3     |
| 9    | Bulgaria       | 1   | 1     | 0      | 2     |
| 9    | Reino Unido    | 1   | 1     | 0      | 2     |
| 11   | Suiza          | 1   | 0     | 1      | 2     |
| 12   | RFA            | 0   | 3     | 0      | 3     |
| 13   | Hungría        | 0   | 2     | 0      | 2     |
| 14   | Finlandia      | 0   | 1     | 0      | 1     |
| 15   | Rumania        | 0   | 0     | 1      | 1     |
|      | TOTAL          | 21  | 21    | 19     | 61    |